# Gynostemma pentaphyllum
Gynostemma pentaphyllum também chamada Jiaogulan (chinês: 绞股蓝, pinyin: jiǎogǔlán, literalmente "erva retorcida") ou cipó-doce ou ainda erva-da-imortalidade, erva-milagrosa, ginseng do sul ou Amacha-Zuru em japonês, é uma trepadeira originária da Ásia.
Seu chá é muito consumido no sul da China.
Esta planta tem sido e é usada pelos povoadores das montanhas do sul da China e norte de Vietnam, como erva para a longevidade e se consume regularmente a sua infusão, em forma de chá. Esse fato motivou um pesquisador japonês a investigar a relação entre longevidade o consumo de Jiagulan e constatou que o chá tomado por longos períodos, tem um efeito anti-envelhecimento no corpo humano.

## Pesquisa clínica
Têm sido comprovadas as qualidades como antioxidante do jiaogulan. Incrementa a presença da enzima superóxido dismutase, que permite a defensa antioxidante endógena na maioria das células expostas ao oxigénio. Diversas pesquisas têm demostrado que reduz o nível do colesterol no sangue, particularmente o nível de LDL o "colesterol mau", assim como o dos triglicéridos, entre tanto eleva o nível da HDL o "colesterol bom". Também se tem observado nos estudos, que aumenta a atividade dos linfócitos T e pode actuar como inibidor tumoral.
Pode usar-se no tratamento da hipertensão arterial. Os testes de laboratório demostram que o jiaogulan estimula a libertação de óxido nítrico, causando que os vasos sanguíneos se relaxem, induzindo a redução de pressão arterial elevada. Num estudo, os gipenósidos administrados às pessoas com hipertensão de grau II, mostraram 82% de efectividade na redução da pressão arterial.
Se investiga também o seu uso no tratamento da diabetes.